# Kritisk strömningshastighet
Kritisk medelhastighet innebär inom kanalströmningen att vi får en kritisk strömning där vattnets verkliga medelhastighet är exakt lika stor som våghastigheten. Froudes tal är alltså 1.
När vattnets medelhastighet understiger den kritiska hastigheten får vi en subkritisk strömning. När vattnets medelhastighet överstiger den kritiska hastigheten får vi en superkritisk strömning.